# Ahmad I ibn Mustafa
Ahmad I ibn Mustafa, född 1806, död 1855, var härskare i Tunisien åren 1837–1855.
Ahmad I ibn Mustafa var av Hussaynidynastin, och var en aktiv regent. 1845 lyckades han med franskt stöd bli självständig gentemot de tidigare osmanska härskarna. Han moderniserade de väpnade styrkorna, grundade en läroanstalt med sekulariserad utbildning och avskaffade slaveriet.